# René Clemencic
René Clemencic (Wenen, 27 februari 1928 – 8 maart 2022) was een Oostenrijks componist, klavecinist, musicoloog en dirigent. Hij was een van de pioniers bij de herontdekking van de oude muziek en de authentieke uitvoeringspraktijk.

## Levensloop
Clemencic, die werd geboren in een kosmopolitische familie van Slavische, Poolse en Hongaarse komaf, sprak vloeiend Duits, Italiaans en Frans. Hij leerde piano, klavecimbel en blokfluit, in Nijmegen en Berlijn. Hij studeerde filosofie, wiskunde en etnologie, eerst in Parijs aan de Sorbonne en het Collège de France, vervolgens aan de universiteit van Wenen, waar hij een doctoraat in de filosofie behaalde.
In 1957 begon hij aan zijn carrière als virtuoos op clavichord, klavecimbel en blokfluit en bespeelde hierbij de instrumenten uit zijn persoonlijke collectie. In 1969 stichtte hij een ensemble voor oude muziek, het Clemencic Consort, waarmee hij onbekende meesterwerken uit de Middeleeuwen, de Renaissance en de Barok weer ten gehore bracht. Hij deed dit uitsluitend met oude instrumenten of kopieën ervan.
Clemencic werd al snel aanvaard als dirigent, gespecialiseerd in de uitvoering van barokwerken. Hij creëerde ook hedendaagse werken, ook op oude instrumenten. In de jaren 1970, publiceerde het Clemencic Consort samen met de vedelspeler René Zosso, een serie opnamen van profane middeleeuwse muziek die grondig de perceptie wijzigden over die muziek. Die opnamen toonden een vrolijke en feestelijke muziek, met schuine liedjes zelfs, heel verschillend van de godsdienstige muziek die tot dan het meest bekend was. (René Clemencic sprak hieromtrent over 'puritanisme'.). Dit betekende nochtans niet dat hij de religieuze muziek verwaarloosde.
Clemencic was vaak lid van internationale jury's. Zo was hij in 1981, 1984 en 1993 lid van de jury van de internationale wedstrijd voor barokinstrumenten in het kader van het Festival Musica Antiqua in Brugge.

## Composities
Ook als componist was Clemencic actief. Te noteren zijn de volgende werken:
- Missa Mundi - Latijnse Mis voor 5 stemmen en orkest (1981)
- Unus Mundus - oratorio voor blaasinstrumenten en percussie (1986)
- Drachenkampf (het gevecht met de draak) - ballet (1987)
- Kabbala - oratorio in het Hebreeuws, voor 5 stemmen en orkest (1992)
- Der Berg- kameropera voor 4 stemmen en orkest (1993)
- Apokalypsis - oratorio in klassiek grieks (1996)
- Stabat Mater - (2001)
- Monduntergang - operelle voor het sirene Operntheater (2007)
- Nachts unter der steinernen Brücke - kameropera voor het sirene Operntheater (2009)
- Harun und Dschafar - kameropera voor het sirene Operntheater (2011)
- Gilgamesch - oratorio in het Duits voor het sirene Operntheater (2015)

## Discografie
De discografie van René Clemencic, als solist op clavichord, klavecimbel, blokfluit, hoorn, panfluit of als dirigent van het Clemencic Consort, behelst meer dan 100 opnamen, gespreid over een halve eeuw. De hierna vermelde betreffen opnamen op cd, tenzij anders vermeld.
- Carmina Burana - originele en integrale versie - Clemencic Consort, Schola, Choralschola der Wiener Hofburgkapelle (1975)
  - Vol. 1
  - Vol. 2
  - Vol. 3 - Chansons de printemps et d'amour - Messe des joueurs
  - Vol. 4 - L'amour et l'argent
  - Vol. 5 - Plaintes mariales du jeu de la passion
  - Heruitgave op 3 CD (1990)
- Le Roman de Fauvel - Clemencic Consort, René Zosso (récitant) (1976, heruitgave 1992)
- Molière - Muziek uit de film van Ariane Mnouchkine (1978) - Werk van René Clemencic, Jean-Baptiste Lully et al. - Clemencic Consort, Deller Consort, Alfred Deller (1978)
  - heruitgave op CD
- René Clemencic Et Ses Flûtes - Wolfgang Reithofer, Esmail Vasseghi, Andràs Kécskès, Peter Widensky - (1984)
- Les très riches heures du Moyen Âge - A medieval journey - Sœur Marie Keyrouz, Ensemble Organum, Paul Hillier, Marcel Pérès, Deller Consort, Clemencic Consort, Anonymous 4, The Hilliard Ensemble, The Newberry Consort, Mary Springfels, Paul O'Dette - 6 CD (1995)
- Johann Joseph Fux - Requiem (1996)
- Giovanni Gabrieli - Musique pour la gloire de Venise - Canzoni et Sonate - Consort Fontegara - (1996)
- Flûte à bec, luth et guitare - András Kecskés - (2000)
- Gilles Binchois - Chansons - Missa ferialis - Magnificat - (2003)
- Antonio Vivaldi - Serenata a tre - Clemencic Consort - 2 CD (2003)
- Gian-Battista Pergolesi - Stabat Mater - Salve Regina - Clemencic Consort, Gérard Lesne, Mieke van der Sluis, Fabio Biondi - (2004)
- Guillaume de Machaut - La Messe de Nostre Dame - Clemencic Consort, Ensemble Nova, Polifonica Lucchese e Capella Santa Cecilia - (2004)
- Jean-Jacques Rousseau - Le devin du village - Alpe Adria Ensemble, 'Coro Gottardo Tomat' Di Spilimbergo, Giorgio Kirschner, Dongkyu Choy (chant), Eva Kirchner (chant), Thomas Muller De Vries - (2004)
- Musique sacrée à la Chapelle de la cour de Vienne - Œuvres de Heinrich Isaac, Josquin Desprez et Hans Kotter - Clemencic Consort, Wiener Sängerknaben - (2004)
- La Messe de Tournai - Codex musical de las Huelgas - Clemencic Consort, Choralschola der Wiener Hofburgkapelle - (2005)
- Heinrich Ignaz Franz von Biber - Balletti & Sonatas for Trumpets and Strings - Clemencic Consort, Claudio Ronco, Hiro Kurosaki - (2005)
- Late gothic and renaissance masterworks clavichord 1 - (2005)
- Jagd nach Liebe - Chants médiévaux d'amour - Œuvres de Martin Codax et Gherardellus de Florence - Clemencic Consort - (2005)
- Antonio Caldara - Missa Dolorosa - Stabat Mater - Aura Musicale Budapest, Coro della Radio Svizzera Italiana - (2006)
- Johann Joseph Fux - Baroque Chamber Music at the Viennese Court - Clemencic Consort - (2006)
- Antonio Salieri - Axur, Re d'Ormus - Eva Mei, Andrea Martin - (2006)
- Antonio Vivaldi - L'Olympiade - Gérard Lesne, Aris Christoffelis - (2006)
- Eine schöne Rose blüht - Hungarian Anonymous, Medieval Hungarian Polyphony Anonymous and Christmas Traditional  - (2008)
- Carmina Burana - Manuscrit original - (2008)
- Tomaso Albinoni - Il nascimento dell'aurora - (2008)
- Johann Joseph Fux - Dafne in lauro - (2009)
- Mysterium Passio et Resurrectio - Cividale Manuscript, Biblioteca Comunale Anonymous  - Clemencic Consort - (2009)
- João de Sousa Carvalho - Testoride Argonauta - Théâtre des Champs-Élysées, Paris 1990 - Elisabeth von Magnus, Curtis Rayam - (2009)
- Carmina Burana - Version originale du codex Buranus - Clemencic Consort - SACD Oehms Classics 635 (03/2009)
- Torrejon y Velasco - La Purpura de la rosa - Ensemble La Cappella, Orchestre baroque du Clemencic Consort - CD Nuova Era 6936 (04/2009)
- La Fête de l'Âne - Clemencic Consort -
- Troubadours - Cantigas de Santa Maria - Clemencic Consort -
- Ludwig Senfl - Motette - Lieder - Oden - Clemencic Consort -
- Johannes Ockeghem - Missa Prolationum - 6 chansons - Clemencic Consort -
- Duo - Esmail Vasseghi -
- Festliche Bläsermusik des Barock - Ensemble Musica Antiqua - Vinyle 33 tr
- Giovanni Pierluigi da Palestrina - Madrigali e Ricercare - Regensburger Domchor, Hans Krems, Ensemble Musica Antiqua - Vinyle 33 tr
- Dunstable - Cathedral Sounds - Sacred music of the late English Gothic - Clemencic Consort -
- Kugelmann - Concentus Novi - Clemencic Consort -
- Tabulatur des Clemens Hör -
- Johannes von Lublin - Tabulatura 1540 -
- Pasterwiz - Organ & Harpsichord Music -
- Johannes Ockeghem - Cathedral Sounds - René Clemencic Edition Vol.5 - Clemencic Consort -
- O rosa bella - English and Continental Music from the Late Gothic Period - Clemencic Consort -
- Christmas in Old Austria - Clemencic Consort -
- Guillaume Dufay - Cathedral Sounds - Magnificat, Hymni, Motetti - Clemencic Consort -
- Meisterwerke der Spätgotik und der Renaissance aus dem clavichord - Vol. 1: Antonio de Cabezón & Josquin Desprez -
- Late Gothic and Renaissance Masterworks, Volume 2 - Clavichord works -
- Anonymous from Beauvais - Ludus Danielis - Liturgical Drama of the XII Century - Clemencic Consort -
- Giovanni Pergolesi - Motets - Ensemble Vocale di Napoli, Scarlatti Orchestra of Naples -
- Kirchenmusik der Salzburger Renaissance - Musica Antiqua, Vienna - Vinyle 33 tr
- Ciconia - Madrigaux & Ballades - Clemencic Consort - Vinyle 33 tr
- Gilles Binchois - Chansons, Missa Ferialis, Magnificat - Clemencic Consort - Vinyle 33 tr
- Claudio Monteverdi - Messe à quatre voix avec trombones - La naissance du Baroque : Grandi, Frescobaldi, Palestrina, Bassano - Deller Consort, Clemencic Consort, Alfred Deller - Vinyle 33 tr
- Troubadours I - III - Clemencic Consort - 3 disques vinyle 33 tr
- Danses du Moyen Âge - Estampie - Saltarello - Trotto - Virelai - Ballade - Basse danse - Clemencic Consort, Ensemble Ricercare - vinyle 33 tr 2
- Ancient Hungarian & Transylvanian Dances - Clemencic Consort -
- Danses de la Renaissance - Ensemble des Instruments anciens Harmonia Mundi - Vinyle 33 tr
- Guillaume Dufay - "Missa Sine Nomine" - Livre de Danses de Marguerite d'Autriche - Clemencic Consort - Vinyle 33
- Les plaisirs de la Renaissance - Danses et chansons - Vandersteene, Kécskès - Vinyle 33 tr
- Benedetto Marcello - Sonates pour flûte et basse continue - Vinyle 33 tr
- Les Cantigas de Santa Maria - Vol. 1-3 - Clemencic Consort - vinyle 33 tr
- Répertoire pour les jeunes flûtistes - Vol. 1-2 - vinyle 33 tr
- Guillaume Dufay - Messe "Ave Regina Coelorum" - Clemencic Consort - Vinyle 33 tr
- Claudio Monteverdi - Il combattimento di Tancredi e Clorinda - Clemencic Consort -
- Improvisations - Chemirani - Vinyle 33 tr
- Basses Danses et Chansons 1450-1550 - Le Chansonnier de Marguerite d'Autriche - Le Livre des Basses Danses de Marguerite d'Autriche - Clemencic Consort - Vinyle 33 tr
- Guillaume Dufay - Missa Caput - Clemencic Consort - Vinyle 33 tr
- Guillaume Dufay - Missa Ecce ancilla - Clemencic Consort - Vinyle 33 tr
- Jacob Obrecht - Missa Fortuna Desperata - Clemencic Consort - Vinyle 33 tr
- Heinrich Isaac - Grands Motets Solennels - Ensemble Chanticleer de San Francisco, Clemencic Consort - Vinyle 33 tr
- Motetten und Madrigale der Renaisasance - Œuvres de Josquin Des Prés et Cyprien de Rore - Die Prager Madrigalisten, Musica Antiqua, Wien - Vinyle 33 tr
- Mysterium passionis et resurrectionis festum sanctissimæ Paschæ - Clemencic Consort -
- Geistliche Musik der Wiener Hofkapelle Kaiser Maximilian I - Clemencic Consort -
- Laudate Pueri - Baroque Christmas Music - Clemencic Consort -
- Hadomar von Laber - Jagd nach Liebe - A 14th Century "Minneallegorie" in songs and dances - Clemencic Consort - Oehms Classics 519
- Christmas Music from Old Hungary - Clemencic Consort -
- Old English Vocal Music - Musica Antiqua Vienna, Prague Madrigal Singers, Miroslav Venhoda - Vinyle 33 tr
- Musique ancienne tchèque - Musica Antiqua Vienna, Prague Madrigal Singers, Miroslav Venhoda, Czech Singers' Chorus, Josel Veselka, Kühn Children's Chorus, Markéta Künova - Vinyle 33 tr
- The Oldest Czech Polyphony Pt. II - Musica Antiqua Vienna, Prague Madrigal Singers, Miroslav Venhoda, Czech Philarmonic Chorus, Josel Veselka - Vinyle 33 tr
- Harant - Missa Quinis vocibis - Handl-Gallus - Missa super "Elisabethae Impletum Est Tempus" - Prague Madrigalists, Miroslav Venhoda, Musica Antiqua Vienna -
- Hans Sachs und seine Zeit - Eberhard Kummer, Trio des Clemencic Consort -
- Motetus - Music at the Time of Notre-Dame in Paris - Visse, Brownless, Mentzel, Mason, Clemencic Consort -
- Josquin des Prés - Missa "L'homme armé" - Madrigals - Motets - Prague Madrigal Singers & Musica Antiqua, Vienna, Miroslav Venhoda - 33tr
- Medieval Music at the Prague Royal Court - Musica Antiqua Vienna, Prague Madrigal Singers, Miroslav Venhoda - Vinyle 33 tr
- Gabrieli - Canzoni et Sonate da sonar - Consort Fontegara -
- Guillaume Dufay - Mass Se la face ay pale - Jacob Obrecht - Mass Sub tuum praesidium confugimus - Vienna Chamber Choir with Ensemble of Renaissance Instruments, Hans Gillesberger -
- Carols and Motets for the Nativity of Medieval and Tudor England - Deller Consort, Alfred Deller, Musica Antiqua Vienna - Vinyle 33 tr
- Christmas Carols & Motets of Medieval Europe - The Deller Consort, Alfred Deller, Musica Antiqua Vienna - Vinyle 33 tr
- Amar e Trobar - Leidenschaft & mysterium im mittelalter - Ensemble Oni Wytars -
- Johannes Ockeghem - Requiem - Les Madrigalistes de Prague, Miroslav Venhoda - 33tr
- Carmina Burana Vol. 1-4 - Clemencic Consort - vinyle 33 tr
- Troubadours - Clemencic Consort -
- Dictionnaire des Danses de la Renaissance - Clemencic Consort de Vienne, Ricercare, Lionel Rogg, Canzona Ensemble, Jaye Consort, Ensemble de Cuivres Philip Jones, Harold Lester, Accademia Monteverdiana - vinyle 33 tr
- Quatre siècles de Danses - vinyle 33 tr
- Musique italienne des XVIIe et XVIIIe siècles - Œuvres de Cesti, d'India, Benedetto Marcello, Claudio Monteverdi... - Concerto Vocale, Clementic Consort, Les Arts Florissants - 10 disques vinyle 33 tr
- Guillaume Dufay - Missa Sine Nomine / Missa Ecce ancilla - Clemencic Consort -
- Carmina Burana - Les plus belles pages - Clemencic Consort - Vinyle 33 tr
- Dictionnaire des Instruments anciens - Clemencic Consort, Ars Musicae de Barcelone, Ensemble Ricercare, Atrium Musicae, Schola Cantorum de Londres - 3 disques vinyle 33 tr
- L'Europe musicale au Moyen Âge - France - Angleterre - Espagne - 3 CD
- Un bal chez Rabelais - Ensemble d'Instruments anciens Harmonia Mundi, Ricercare de Zürich, Ars musicae de Barcelone - 33 tr
- Benedetto Marcello - Sonates pour flûte -
- A Celebration of Christmas Carols through the Ages - Deller Consort, Alfred Deller, Musica Antiqua Vienna - 4 CD
- Resonanzen '96 - Musik aus den Habsburgerlanden - Clemencic Consort -
- Resonanzen '99 - Bürger - Bauer - Edelmann - Clemencic Consort -
- Kabbala - Oratorio In het Hebreeuws (1992) - Clemencic Consort - (2009)

- Bibsys: 1045618
- Biblioteca Nacional de España: XX853223
- Bibliothèque nationale de France: cb138925627 (data)
- CiNii: DA00681032
- Gemeinsame Normdatei: 121937321
- International Standard Name Identifier: 0000 0001 1031 5530
- Library of Congress Control Number: n81114220
- Nationale Bibliotheek van Letland: 000109415
- MusicBrainz: f29ac074-416f-4010-989e-c3f0b5346142
- Nationale Bibliotheek van Tsjechië: jn19981000505
- Nationale bibliotheek van Australië: 35071677
- Nationale Bibliotheek van Israël: 987007259669605171
- Nationale Bibliotheek van Polen: a0000001710097
- Nationale en Universitaire bibliotheek Zagreb: 000654544
- Nederlandse Thesaurus van Auteursnamen: 068051867
- Réseau des bibliothèques de Suisse occidentale: 02-A003110834
- Istituto Centrale per il Catalogo Unico: MILV177781
- SNAC: w6k67wsw
- Système universitaire de documentation: 074184423
- Trove: 818123
- Virtual International Authority File: 97737494
- WorldCat: E39PBJyGX9XyhHGMB3JGQwYVmd